# آنتونی کرین
آنتونی کرین (انگلیسی: Anthony Crane؛ زاده ۲۸ مارس ۲۰۱۴) یک بازیگر پورنوگرافی است.